# بنت كريستنسن (ممثل)
بنت كريستنسن (بالدنماركية: Bent Christensen)‏ هو منتج أفلام وكاتب سيناريو ومخرج وممثل دنماركي، ولد في 28 مايو 1929 في الدنمارك في مملكة الدنمارك، وتوفي في 6 يناير 1992.

## وصلات خارجية
- بنت كريستنسن على موقع IMDb (الإنجليزية)
- بنت كريستنسن على موقع أول موفي (الإنجليزية)
- بنت كريستنسن على موقع قاعدة بيانات الأفلام السويدية (السويدية)
- بنت كريستنسن على موقع قاعدة بيانات الفيلم (الإنجليزية)
- بنت كريستنسن على موقع كينوبويسك (الروسية)